# جورة الحص
جورة الحص هي قرية لبنانية من قرى قضاء كسروان في محافظة جبل لبنان.